# Louis von Saville
Louis von Saville (geborener Louis von Fiedler * um 1825; † 16. April 1903 in Berlin) war ein deutscher Schauspieler, Theaterdirektor und Schriftsteller.

## Leben und Wirken
Louis von Fiedler spielte seit 1844 an Theatern in Breslau, Linz, Graz, Hamburg, Krakau und anderen Städten. 
Danach war er als Theatersekretär am Friedrich-Wilhelmstädtischen Theater, am Woltersdorff-Theater und an der Krolloper in Berlin tätig. Um 1890 leitete er das Sommertheater in Freienwalde an der Oder für einige Jahre. 1899 war er Dramaturg am Belle-Alliance-Theater in Berlin.
Louis von Fiedler gab sich den Künstlernamen Louis von Saville.
Er war mit Adele Schopenhauer verheiratet.

## Schriftstellerische Werke (Auswahl)
Louis von Saville verfasste einige Theaterstücke. Außerdem schrieb er eine Geschichte des Wallner-Theaters in Berlin, sowie Erlebnisse aus dem Deutsch-Französischen Krieg 1870/71, wo er als Kriegsberichterstatter tätig war.
Theaterstücke
- Die Neujahrsnacht eines deutschen Schullehrers. Genrebild in 1 Akt, Bloch, Berlin 1869/72
- Der Wildschütz und die Sennerin. Lebensbild mit Gesang in 1 Akt, Libretto, Bloch, Berlin, um 1870
- Nur eine einzige Tochter. Schwank in 1 Akt, nach Jan Alexander Graf Fredro aus dem Polnischen für die deutsche Bühne frei bearbeitet, Manuskript/Typoskript, H. Michaelson Marschner & Stephan, Berlin, 1874
- Ein ganzer Mann. Charaktergemälde in 5 Akten, mit freier Benutzung eines ältern Stoffes vom Jahre 1781, Berlin, um 1880
- Das rechte Wort. Lustspiel in 4 Akten , Typoskript, Berlin, 1894; auch Entsch, Berlin, 1895; aufgeführt am 20. Januar 1897 in Görlitz[3]
- Geschieden für immer. Drama, 1895
- Ehre vor Liebe. Lustspiel in 3 Acten, Berlin, ohne Jahr
- An der Grenze. Genrebild mit Gesang in 1 Akt, A. Kühling, Berlin, ohne Jahr, zu Musik von Adolf Lang

Weitere Schriften
- Das Wallner-Theater von seiner Entstehung bis zum 1. Januar 1883. Ein Beitrag zur Chronik dieses Institutes, Nauck & Hartmann, Berlin, [um 1883]
- Drei Monate bei Armeelieferanten, aus meinem Kriegstagebuche, Kühling, Berlin, 1885